# Delias yabensis
Delias yabensis is een vlindersoort uit de familie van de Pieridae (witjes), onderfamilie Pierinae.
Delias yabensis werd in 1922 beschreven door Joicey & Talbot.